# Saima Tawast-Rancken
Saima Hellin Maria Tawast-Rancken, född 9 oktober 1900 i Pieksämäki, död 29 juni 1983 i Helsingfors, var en finländsk läkare.
Tawast-Rancken blev medicine och kirurgie doktor 1933, var underläkare vid Allmänna sjukhuset i Helsingfors 1936–58, överläkare vid kirurgiska kliniken vid Helsingfors universitetscentralsjukhus 1958–66 och avdelningsöverläkare vid Mejlans sjukhus 1966–68. Hon var 1955–67 docent i fysikalisk medicin vid Helsingfors universitet och tilldelades professors titel 1964. Hennes skrifter behandlar bland annat hälsovård och fysisk fostran.